# Jewgienij Nasiekajło
Jewgienij Sidorowicz Nasiekajło, ros. Евгений Сидорович Насекайло (ur. 1912 we wsi Doubienie koło Wołożyna, zm. 1981 w Tallinnie) – rosyjski emigracyjny, a następnie radziecki duchowny prawosławny.

## Życiorys
W 1922 roku wstąpił do prawosławnego seminarium duchownego w Wilnie, ale w 1931 roku wykluczono go z powodu „otwartego wystąpienia antypolskiego”. W tej sytuacji przeniósł się do miejscowego gimnazjum rosyjskiego, które ukończył w 1937 roku. W tym samym roku został wyświęcony na kapłana. Studiował na wydziale teologicznym Uniwersytetu Warszawskiego. Następnie posługiwał w cerkwi we wsi Korzec. Na początku 1939 roku został duchownym w soborze katedralnym w Wilnie. Po zajęciu Kresów Wschodnich przez Armię Czerwoną jesienią 1939 roku, został aresztowany przez NKWD jako były członek Bractwa Rosyjskiej Prawdy i założyciel oddziału skautów. Po procesie skazano go na karę 8 lat łagrów. Osadzono go w obozie w Republice Komi. Na początku 1949 roku wyszedł na wolność, po czym powrócił do Wilna, gdzie został duchownym w cerkwi św. Mikołaja Cudotwórcy. Po kilku miesiącach powtórnie go aresztowano. Został skazany na karę 5 lat zsyłki w Kraju Krasnodarskim. W Krasnojarsku objął funkcję pełnomocnika Rosyjskiej Kościoła Prawosławnego, posługując jednocześnie w miejscowej cerkwi Opieki Matki Bożej. W 1954 roku  zakończyła się jego kara, ale pozostał duchownym w Krasnojarsku. W 1958 roku ponownie został aresztowany, po czym skazano go na karę 10 lat więzienia. W 1959 roku  został jednak wypuszczony na wolność. Przeniósł się do Tallina, gdzie posługiwał w cerkwi Kazańskiej Ikony Matki Bożej.